# Odontosyllis micropedata
Odontosyllis micropedata är en ringmaskart som beskrevs av Hartmann-Schröder 1962. Odontosyllis micropedata ingår i släktet Odontosyllis och familjen Syllidae. Inga underarter finns listade i Catalogue of Life.